# 楠野王
楠野王（くすのおう、生没年不詳）は、平安時代初期の皇族。官位は従四位上・駿河守。

## 経歴
弘仁14年（823年）淳和天皇の即位に伴い正六位下から二階昇進して従五位下に叙爵。天長6年（829年）従五位上、天長9年（832年）正五位下と淳和朝では順調に昇進している。
仁明朝では、内匠頭・中務大輔・縫殿頭・左兵庫頭と京官を歴任するが、昇叙されることはなかった。なおこの間、天長10年（833年）仁明天皇の即位に伴って久子内親王が伊勢斎宮となった際や、承和4年（837年）に遣唐使の無事を祈るために、奉幣使として伊勢神宮に遣わされた。また、承和9年（842年）には承和の変に伴って道康親王が皇太子に冊立されたことを報告するために、参議・朝野鹿取とともに柏原山陵（桓武天皇陵）に遣わされている。
文徳朝に入り、嘉祥4年（851年）駿河守に任ぜられて地方官に転じるが、同年従四位下、斉衡2年（855年）従四位上と昇進を果たしている。

## 官歴
『六国史』による。
- 時期不詳：正六位下
- 弘仁14年（823年）4月27日：従五位下（越階）
- 天長6年（829年）正月7日：従五位上
- 天長9年（832年）正月7日：正五位下
- 時期不詳：内匠頭
- 承和7年（840年）7月22日：中務大輔
- 時期不詳：縫殿頭
- 承和10年（843年）3月22日：左兵庫頭
- 嘉祥4年（851年）正月11日：駿河守。11月26日：従四位下
- 斉衡2年（855年）正月7日：従四位上